# Анллех ап Тутагуал
Анллех (валл. Anllach; род.ок.590 года) — сын Тутагуала, короля Галвидела. При Тутагуале и Анллехе Галвидел установил контроль над правителем Инис Манау. Эдвин Святой, король Нортумбрии, напал на Инис Манау и в произошедшей битве бритты потерпели поражение, правитель острова погиб, а Анллех бежал в Галвидел вместе с наследником трона Инис Манау. Удалось вернуть остров только в 633 году, когда Эдвин погиб в битве с Кадваллоном Гвинедским. Анллех правил в Галвиделе ещё несколько лет. Ему наследовал его сын Кинин ап Анллех.